# Rumen Galabow
Rumen Angelow Galabow (auch Rumen Angelov Galabov geschrieben, bulgarisch Румен Ангелов Гълъбов; * 29. Juli 1978) ist ein ehemaliger bulgarischer Fußballspieler.

## Karriere
Galabow begann seine Profi-Karriere 1999 beim bulgarischen Verein Beroe Stara Sagora, bevor er 2002 erstmals bei einem ausländischen Club, dem FC Valletta, spielte. Nach einer Saison kehrte er nach Bulgarien zurück und spielte für den Zweitligisten Minjor Pernik. 2006 holten ihn die Pietà Hotspurs erneut nach Malta. Nach zwei Spielzeiten wechselte er  2008 in die Mannschaft von Hibernians Paola, mit denen er gleich im ersten Jahr die Meisterschaft in der Maltese Premier League gewann.

## Erfolge
Hibernians Paola
- 2008/09 Meister Maltese Premier League